# Ligne Jōban
La ligne Jōban (常磐線, Jōban-sen) est une ligne ferroviaire de la compagnie JR East au Japon. La ligne commence officiellement de la gare de Nippori dans l'arrondissement d’Arakawa à Tokyo et suit la côte du Pacifique dans les préfectures de Chiba, Ibaraki et Fukushima avant de terminer à Iwanuma dans la préfecture de Miyagi.

## Histoire
Le chemin de fer de Mito (水戸鉄道) a ouvert la ligne par étapes entre 1889 et 1905. La ligne est nationalisée en 1906.
À la suite du séisme de 2011 de la côte Pacifique du Tōhoku et de l'accident nucléaire de Fukushima, une partie de la ligne, située dans la zone d'exclusion autour de la centrale de Fukushima Daiichi, est fermée au trafic. La gare J-Village ouvre le 20 avril 2019 et la réouverture complète de la ligne a lieu le 14 mars 2020. À cette même date, la gare de Sanuki est renommée Ryūgasakishi.

## Caractéristiques

### Ligne
- Longueur : 343,7 km (ligne principale) + 7,3 km (branches)
- Ecartement : 1 067 mm
- Alimentation :
  - 1 500 Vcc par caténaire (de Nippori à Toride et de Mikawashima à Minami-Senju et Tabata)
  - 20 000 Vca 50 Hz par caténaire (de Toride à Iwanuma)
- Nombre de voies :
  - Quadruple voie de Kita-Senju à Toride
  - Double voie de Nippori à Kita-Senju, de Toride à Yotsukura et de Hirono à Kido
  - Voie unique de Yotsukura à Hirono et de Kido à Iwanuma

La ligne passe au courant alternatif (sur le tronçon Toride-Iwanuma) pour éviter de créer des interférences avec les mesures géomagnétiques de l'Agence météorologique du Japon. Cet impact est aussi présent sur le Tsukuba Express entre Moriya et Tsukuba. Et c'est également pour cette raison que la Ligne Jōsō a abandonné son électrification.

### Tracé
|  |

#### Signalisation
Une section entre la gare d'Ayase (banlieue de Tokyo) et Toride soit environ 30km vient de lancer (au 13/03/2021) un nouveau système de signalisation pour une gestion automatique des trains (CBTC) ATO en anglais. Cette section a été choisie par l'absence de passage à niveau. La société française Thalès a été choisie en 2014 pour ce projet. C'est la "première ouverture du marché de la signalisation à une entreprise non-japonaise" selon Thalès,.

### Services et interconnexions
À Nippori, tous les trains continuent vers la gare d'Ueno et depuis l'ouverture de la ligne Ueno-Tokyo, la plupart des trains poursuivent leur service vers les gares de Tokyo et Shinagawa.
À Kita-Senju, les trains locaux sont interconnectés avec les métros de la ligne Chiyoda.
À Iwanuma, tous les trains continuent jusqu'à Sendai par la ligne principale Tōhoku.

### Liste des gares

#### Nippori - Toride
Cette section située dans le Grand Tokyo est la plus fréquentée de la ligne. La portion entre Kita-Senju et Toride est à quadruple voie : deux voies sont réservées pour les services rapides (Ligne Jōban Rapid) et les deux autres pour les services omnibus (Ligne Jōban Local) interconnectés avec la ligne Chiyoda.
La section est électrifiée en 1500 V continu.

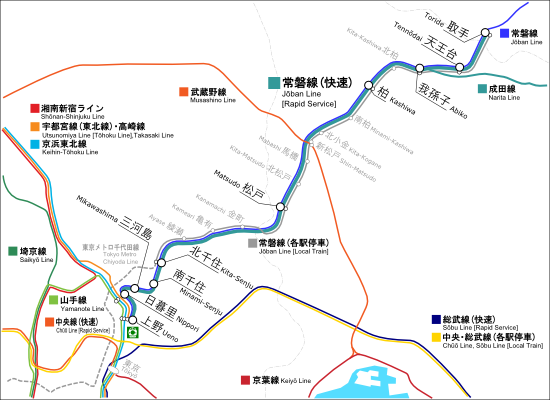
Les gares de la ligne Jōban Rapid de Ueno à Toride

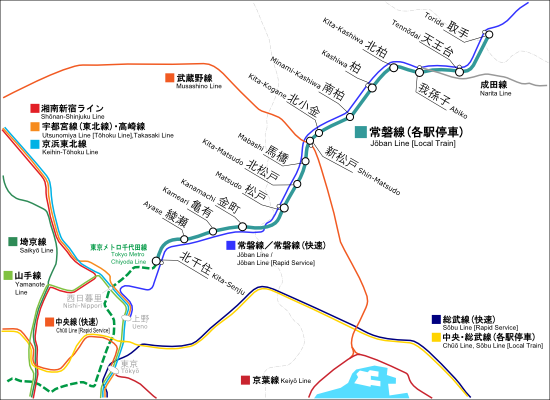
Les gares de la ligne Jōban Local de Kita-Senju à Toride

| Numéro    | Gare           | Nom japonais | Distance depuis Nippori (km) | Services         | Services                   | Correspondances                                                        | Localisation | Localisation         |
| Numéro    | Gare           | Nom japonais | Distance depuis Nippori (km) | Jōban Rapid      | Jōban Local                | Correspondances                                                        | Localisation | Localisation         |
| --------- | -------------- | ------------ | ---------------------------- | ---------------- | -------------------------- | ---------------------------------------------------------------------- | ------------ | -------------------- |
| NPRJJ02   | Nippori        | 日暮里       | 0                            | (de/vers Ueno) ● |                            | JR East : Keihin-Tōhoku, Yamanote Keisei : Keisei Nippori-Toneri Liner | Arakawa      | Tokyo                |
| JJ03      | Mikawashima    | 三河島       | 1,2                          | ●                |                            |                                                                        | Arakawa      | Tokyo                |
| JJ04      | Minami-Senju   | 南千住       | 3,4                          | ●                |                            | Tokyo Metro : Hibiya MIR : Tsukuba Express                             | Arakawa      | Tokyo                |
| JJ05      | Kita-Senju     | 北千住       | 5,2                          | ●                | (de/vers la ligne Chiyoda) | Tokyo Metro : Chiyoda, Hibiya Tōbu : Skytree MIR : Tsukuba Express     | Adachi       | Tokyo                |
| JL19      | Ayase          | 綾瀬         | 7,7                          | ｜               | ●                          | Tokyo Metro : Chiyoda (interconnexion)                                 | Adachi       | Tokyo                |
| JL20      | Kameari        | 亀有         | 9,9                          | ｜               | ●                          |                                                                        | Katsushika   | Tokyo                |
| JL21      | Kanamachi      | 金町         | 11,8                         | ｜               | ●                          | Keisei : Kanamachi (à Keisei Kanamachi)                                | Katsushika   | Tokyo                |
| JJ06 JL22 | Matsudo        | 松戸         | 15,7                         | ●                | ●                          | Keisei : Matsudo                                                       | Matsudo      | Préfecture de Chiba  |
| JL23      | Kita-Matsudo   | 北松戸       | 17,8                         | ｜               | ●                          |                                                                        | Matsudo      | Préfecture de Chiba  |
| JL24      | Mabashi        | 馬橋         | 19,1                         | ｜               | ●                          | Ryutetsu: Nagareyama                                                   | Matsudo      | Préfecture de Chiba  |
| JL25      | Shin-Matsudo   | 新松戸       | 20,7                         | ｜               | ●                          | JR East : Musashino Ryutetsu: Nagareyama (à Kōya)                      | Matsudo      | Préfecture de Chiba  |
| JL26      | Kita-Kogane    | 北小金       | 22,0                         | ｜               | ●                          |                                                                        | Matsudo      | Préfecture de Chiba  |
| JL27      | Minami-Kashiwa | 南柏         | 24,5                         | ｜               | ●                          |                                                                        | Kashiwa      | Préfecture de Chiba  |
| JJ07 JL28 | Kashiwa        | 柏           | 26,9                         | ●                | ●                          | Tōbu : Urban Park                                                      | Kashiwa      | Préfecture de Chiba  |
| JL29      | Kita-Kashiwa   | 北柏         | 29,2                         | ｜               | ●                          |                                                                        | Kashiwa      | Préfecture de Chiba  |
| JJ08 JL30 | Abiko          | 我孫子       | 31,3                         | ●                | ●                          | JR East : Narita (interconnexion)                                      | Abiko        | Préfecture de Chiba  |
| JJ09 JL31 | Tennōdai       | 天王台       | 34,0                         | ●                | ●                          |                                                                        | Abiko        | Préfecture de Chiba  |
| JJ10 JL32 | Toride         | 取手         | 37,4                         | ●                | ●                          | Kantō Railway : Jōsō                                                   | Toride       | Préfecture d'Ibaraki |

#### Toride - Mito
La section est électrifiée en 20 kV 50 Hz alternatif.
| Gare             | Nom japonais   | Distance depuis Nippori (km) | Correspondances                      | Localisation | Localisation         |
| ---------------- | -------------- | ---------------------------- | ------------------------------------ | ------------ | -------------------- |
| Toride           | 取手           | 37,4                         | Kantō Railway : Jōsō                 | Toride       | Préfecture d'Ibaraki |
| Fujishiro        | 藤代           | 43,4                         |                                      | Toride       | Préfecture d'Ibaraki |
| Ryūgasakishi     | 龍ケ崎市       | 45,5                         | Kantō Railway : Ryūgasaki (à Sanuki) | Ryūgasaki    | Préfecture d'Ibaraki |
| Ushiku           | 牛久           | 50,6                         |                                      | Ushiku       | Préfecture d'Ibaraki |
| Hitachino-Ushiku | ひたち野うしく | 54,5                         |                                      | Ushiku       | Préfecture d'Ibaraki |
| Arakawaoki       | 荒川沖         | 57,2                         |                                      | Tsuchiura    | Préfecture d'Ibaraki |
| Tsuchiura        | 土浦           | 63,8                         |                                      | Tsuchiura    | Préfecture d'Ibaraki |
| Kandatsu         | 神立           | 69,9                         |                                      | Tsuchiura    | Préfecture d'Ibaraki |
| Takahama         | 高浜           | 76,4                         |                                      | Ishioka      | Préfecture d'Ibaraki |
| Ishioka          | 石岡           | 80,0                         |                                      | Ishioka      | Préfecture d'Ibaraki |
| Hatori           | 羽鳥           | 86,5                         |                                      | Omitama      | Préfecture d'Ibaraki |
| Iwama            | 岩間           | 91,9                         |                                      | Kasama       | Préfecture d'Ibaraki |
| Tomobe           | 友部           | 98,8                         | JR East : Mito (interconnexion)      | Kasama       | Préfecture d'Ibaraki |
| Uchihara         | 内原           | 103,5                        |                                      | Mito         | Préfecture d'Ibaraki |
| Akatsuka         | 赤塚           | 109,3                        |                                      | Mito         | Préfecture d'Ibaraki |
| Kairakuen        | 偕楽園         | 113,4                        |                                      | Mito         | Préfecture d'Ibaraki |
| Mito             | 水戸           | 115,3                        | JR East : Suigun KRT : Ōarai Kashima | Mito         | Préfecture d'Ibaraki |

#### Mito - Iwanuma
La section est électrifiée en 20 kV 50 Hz alternatif.
| Gare          | Nom japonais | Distance depuis Nippori (km) | Correspondances                      | Localisation | Localisation            |
| ------------- | ------------ | ---------------------------- | ------------------------------------ | ------------ | ----------------------- |
| Mito          | 水戸         | 115,3                        | JR East : Suigun KRT : Ōarai Kashima | Mito         | Préfecture d'Ibaraki    |
| Katsuta       | 勝田         | 121,1                        | Hitachinaka Seaside Railway : Minato | Hitachinaka  | Préfecture d'Ibaraki    |
| Sawa          | 佐和         | 125,3                        |                                      | Hitachinaka  | Préfecture d'Ibaraki    |
| Tōkai         | 東海         | 130,0                        |                                      | Tōkai        | Préfecture d'Ibaraki    |
| Ōmika         | 大甕         | 54,5                         |                                      | Hitachi      | Préfecture d'Ibaraki    |
| Hitachi-Taga  | 常陸多賀     | 142,0                        |                                      | Hitachi      | Préfecture d'Ibaraki    |
| Hitachi       | 日立         | 146,9                        |                                      | Hitachi      | Préfecture d'Ibaraki    |
| Ogitsu        | 小木津       | 152,4                        |                                      | Hitachi      | Préfecture d'Ibaraki    |
| Jūō           | 十王         | 156,6                        |                                      | Hitachi      | Préfecture d'Ibaraki    |
| Takahagi      | 高萩         | 162,5                        |                                      | Takahagi     | Préfecture d'Ibaraki    |
| Minami-Nakagō | 南中郷       | 167,0                        |                                      | Kitaibaraki  | Préfecture d'Ibaraki    |
| Isohara       | 磯原         | 171,6                        |                                      | Kitaibaraki  | Préfecture d'Ibaraki    |
| Ōtsukō        | 大津港       | 178,7                        |                                      | Kitaibaraki  | Préfecture d'Ibaraki    |
| Nakoso        | 勿来         | 183,2                        |                                      | Iwaki        | Préfecture de Fukushima |
| Ueda          | 植田         | 187,8                        |                                      | Iwaki        | Préfecture de Fukushima |
| Izumi (ja)    | 泉           | 195,0                        |                                      | Iwaki        | Préfecture de Fukushima |
| Yumoto        | 湯本         | 201,5                        |                                      | Iwaki        | Préfecture de Fukushima |
| Uchigō        | 内郷         | 205,0                        |                                      | Iwaki        | Préfecture de Fukushima |
| Iwaki         | いわき       | 209,4                        | JR East : Ban'etsu Est               | Iwaki        | Préfecture de Fukushima |
| Kusano        | 草野         | 214,8                        |                                      | Iwaki        | Préfecture de Fukushima |
| Yotsukura     | 四ツ倉       | 219,2                        |                                      | Iwaki        | Préfecture de Fukushima |
| Hisanohama    | 久ノ浜       | 224,0                        |                                      | Iwaki        | Préfecture de Fukushima |
| Suetsugi      | 末続         | 227,6                        |                                      | Iwaki        | Préfecture de Fukushima |
| Hirono        | 広野         | 232,4                        |                                      | Hirono       | Préfecture de Fukushima |
| J-Village     | Jヴィレッジ  | 235,9                        |                                      | Naraha       | Préfecture de Fukushima |
| Kido          | 木戸         | 237,8                        |                                      | Naraha       | Préfecture de Fukushima |
| Tatsuta       | 竜田         | 240,9                        |                                      | Naraha       | Préfecture de Fukushima |
| Tomioka       | 富岡         | 247,8                        |                                      | Tomioka      | Préfecture de Fukushima |
| Yonomori      | 夜ノ森       | 253,0                        |                                      | Tomioka      | Préfecture de Fukushima |
| Ōno           | 大野         | 257,9                        |                                      | Ōkuma        | Préfecture de Fukushima |
| Futaba        | 双葉         | 263,7                        |                                      | Futaba       | Préfecture de Fukushima |
| Namie         | 浪江         | 268,6                        |                                      | Namie        | Préfecture de Fukushima |
| Momouchi      | 桃内         | 273,5                        |                                      | Minamisōma   | Préfecture de Fukushima |
| Odaka         | 小高         | 277,5                        |                                      | Minamisōma   | Préfecture de Fukushima |
| Iwaki-Ōta     | 磐城太田     | 282,4                        |                                      | Minamisōma   | Préfecture de Fukushima |
| Haranomachi   | 原ノ町       | 286,9                        |                                      | Minamisōma   | Préfecture de Fukushima |
| Kashima       | 鹿島         | 294,4                        |                                      | Minamisōma   | Préfecture de Fukushima |
| Nittaki       | 日立木       | 301,1                        |                                      | Sōma         | Préfecture de Fukushima |
| Sōma          | 相馬         | 307,0                        |                                      | Sōma         | Préfecture de Fukushima |
| Komagamine    | 駒ヶ嶺       | 311,4                        |                                      | Shinchi      | Préfecture de Fukushima |
| Shinchi       | 新地         | 315,6                        |                                      | Shinchi      | Préfecture de Fukushima |
| Sakamoto      | 坂元         | 321,1                        |                                      | Yamamoto     | Préfecture de Miyagi    |
| Yamashita     | 山下         | 326,0                        |                                      | Yamamoto     | Préfecture de Miyagi    |
| Hamayoshida   | 浜吉田       | 330,2                        |                                      | Watari       | Préfecture de Miyagi    |
| Watari        | 亘理         | 335,2                        |                                      | Watari       | Préfecture de Miyagi    |
| Ōkuma         | 逢隈         | 338,4                        |                                      | Watari       | Préfecture de Miyagi    |
| Iwanuma       | 岩沼         | 343,7                        | JR East : Tōhoku (interconnexion)    | Iwanuma      | Préfecture de Miyagi    |

### Branches fret
La ligne Jōban possède 2 courtes branches réservées au trains de fret, localisées à Tokyo :
- Mikawashima – Sumidagawa – Minami-Senju : 5,7 km
- Mikawashima – Tabata : 1,6 km

## Matériel roulant
La ligne Jōban est parcourue par les trains des compagnies JR East, Tokyo Metro et Odakyū.

### Actuel

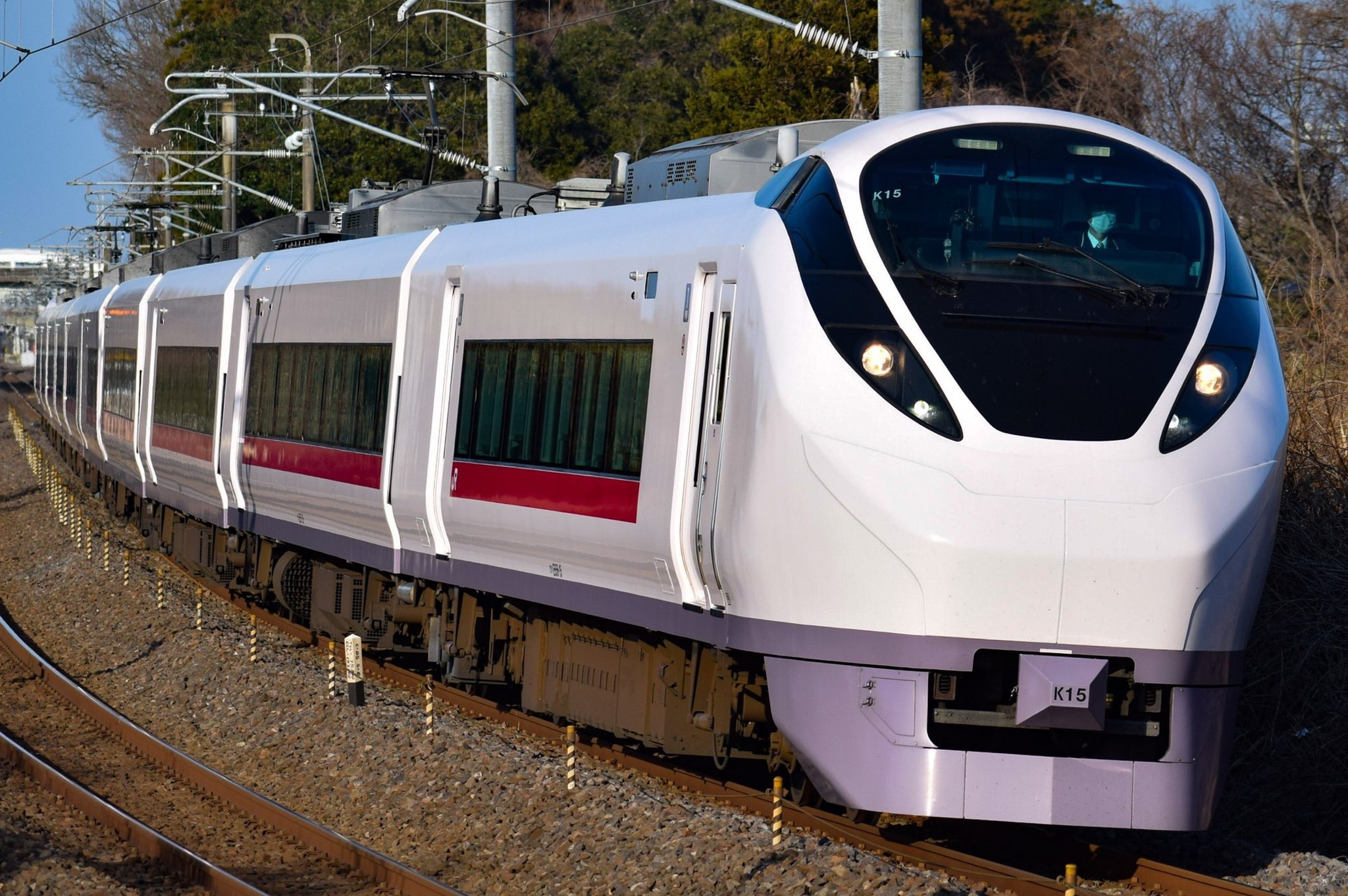
JR East série E657 (Services Hitachi et Tokiwa)
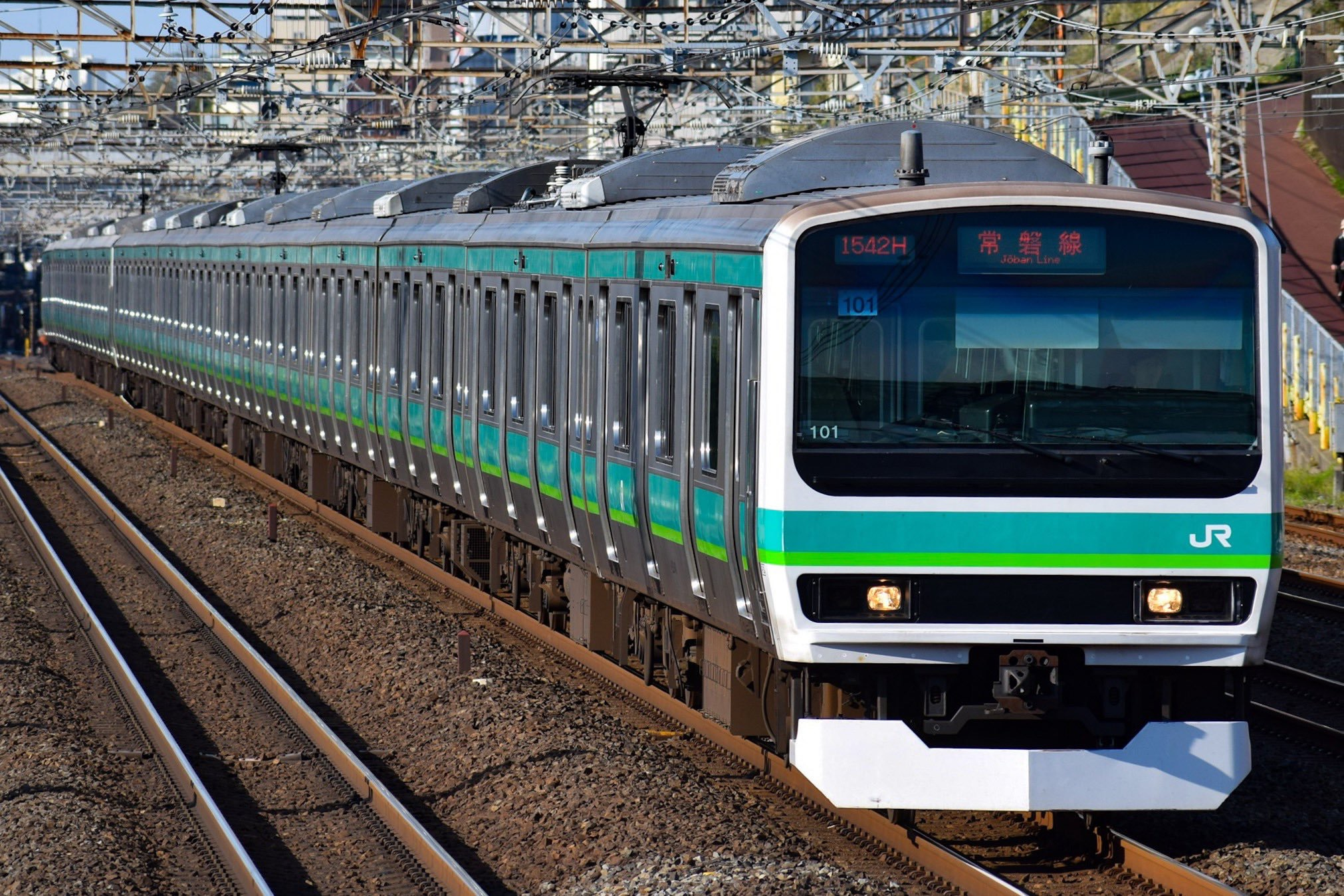
JR East série E231
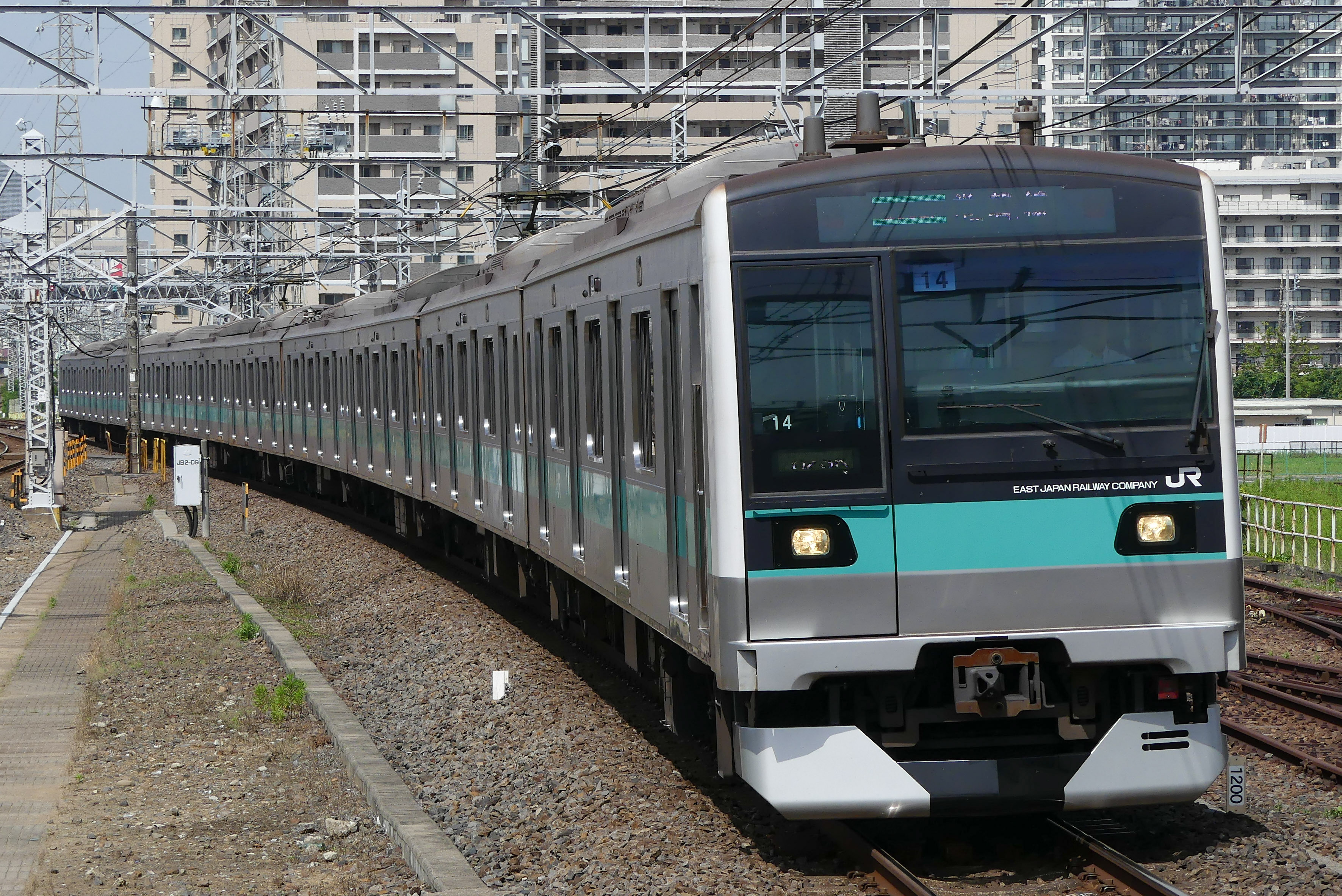
JR East série E233-2000
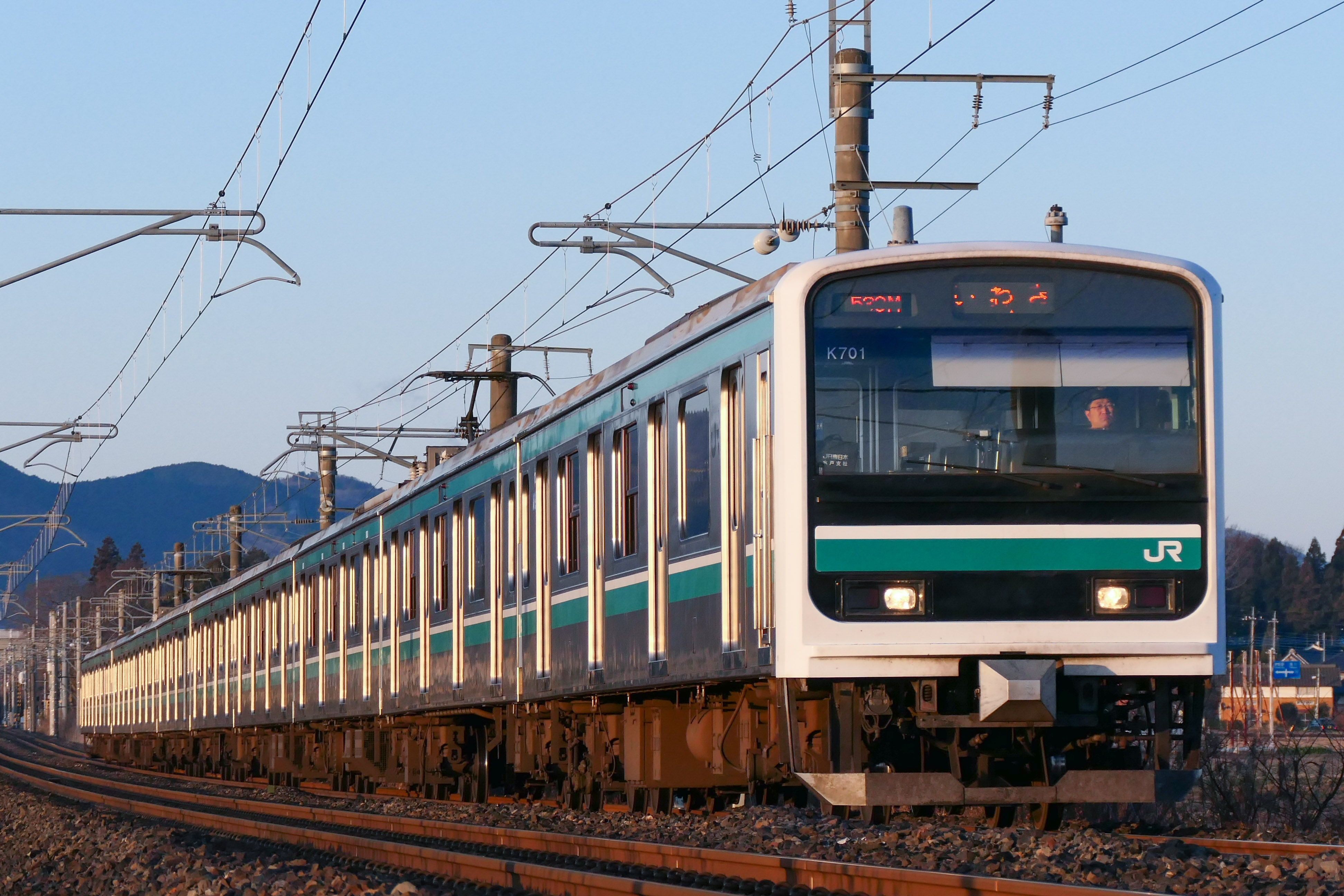
JR East série E501
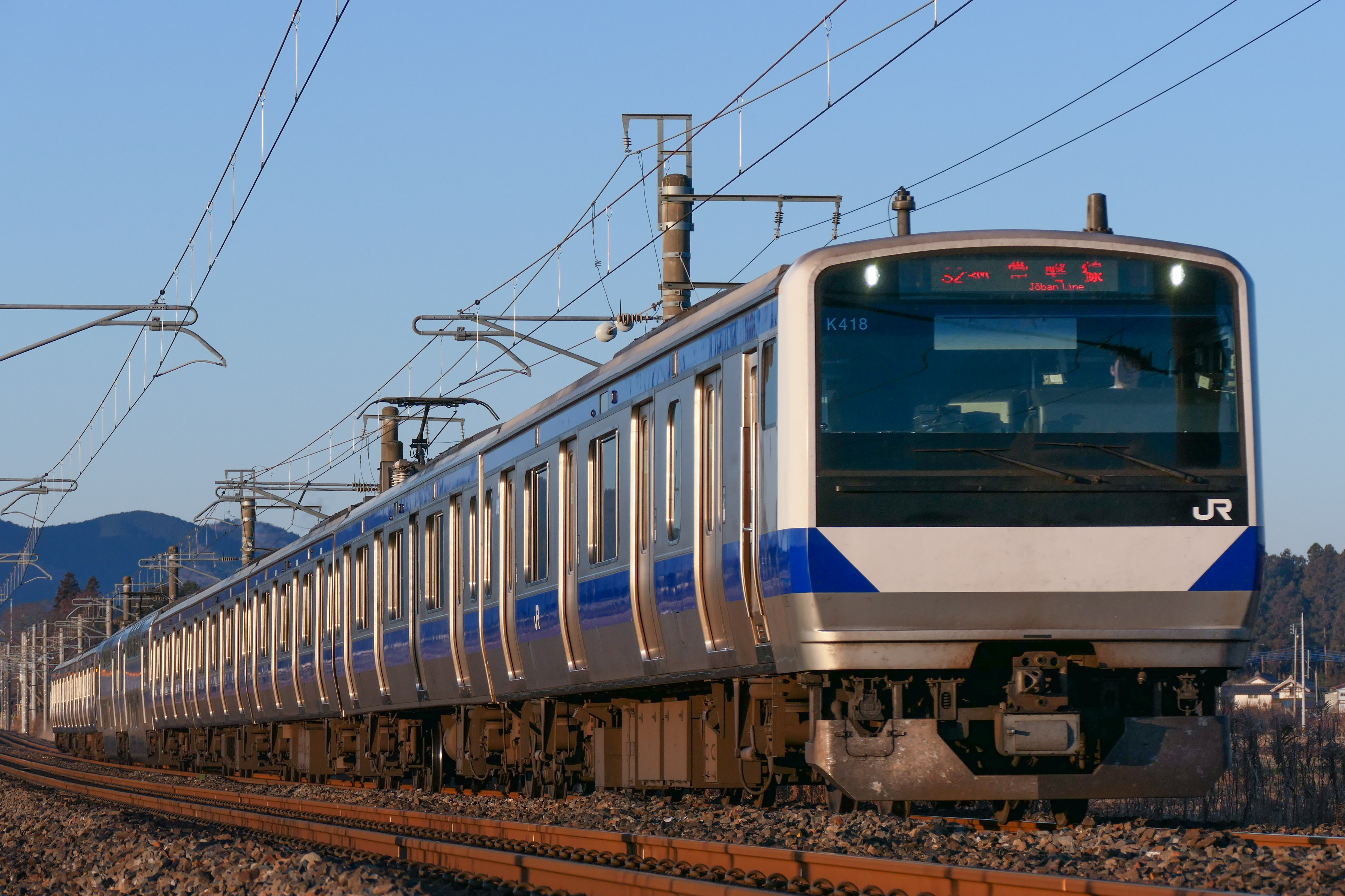
JR East série E531
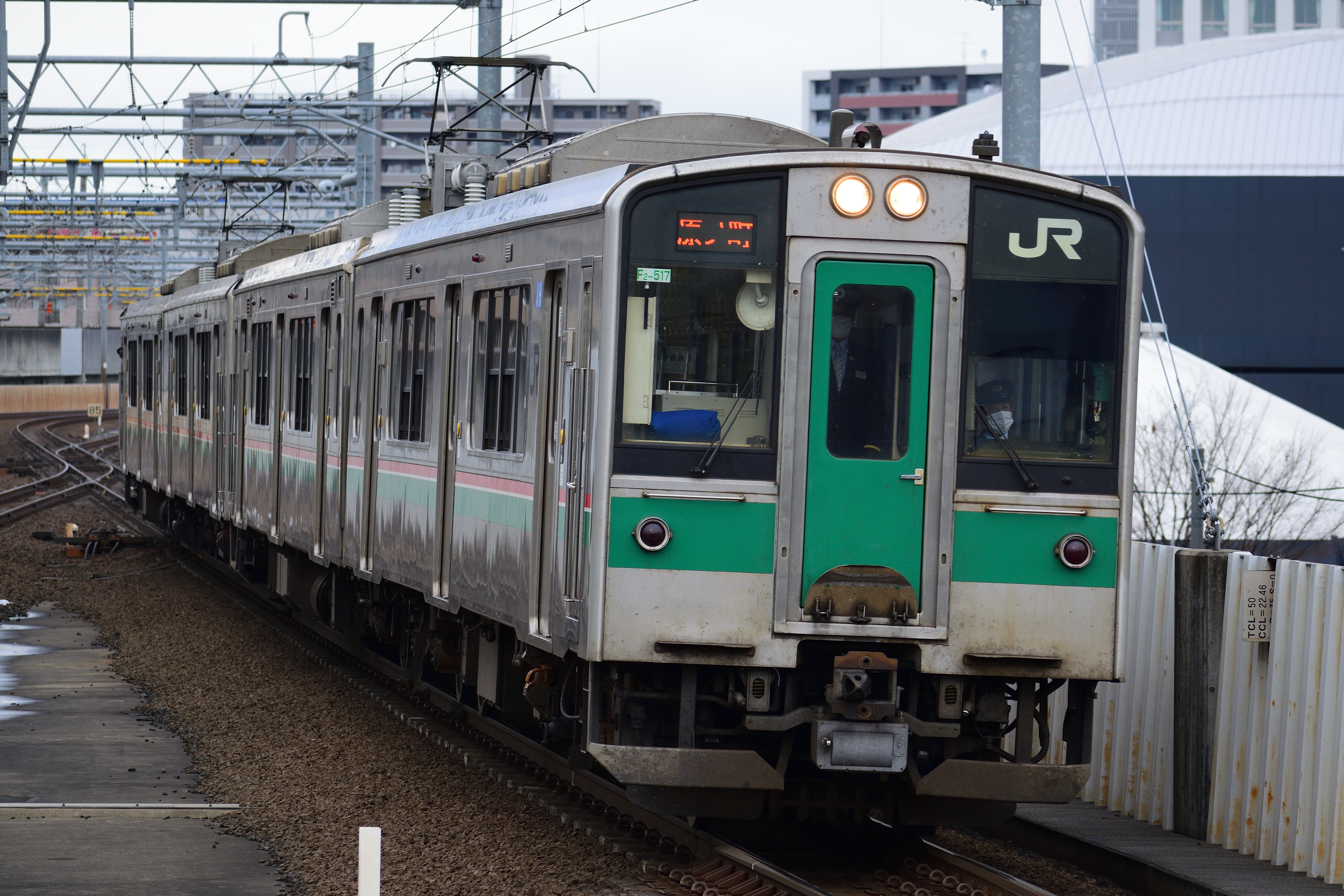
JR East série 701
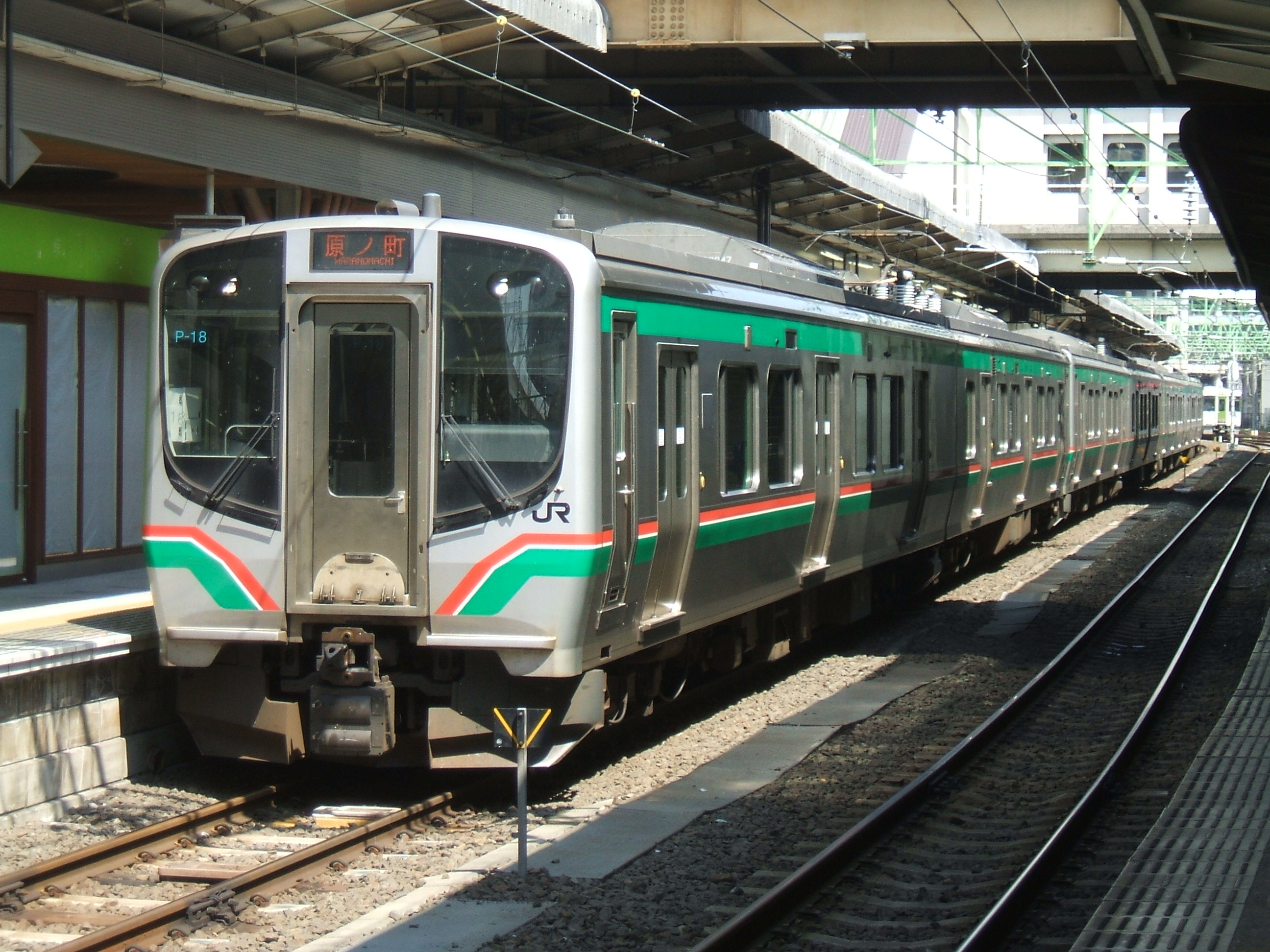
JR East série E721
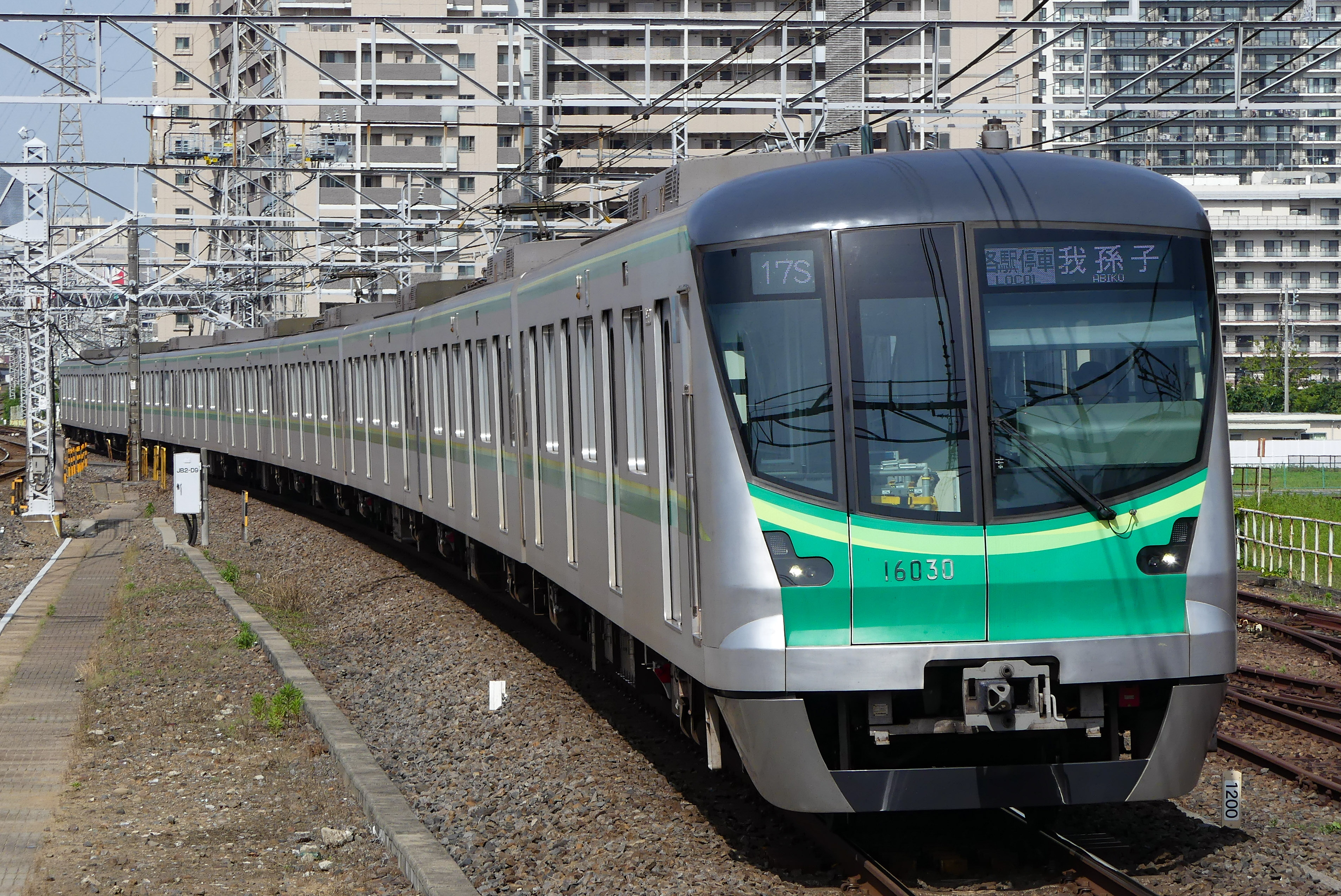
Tokyo Metro série 16000
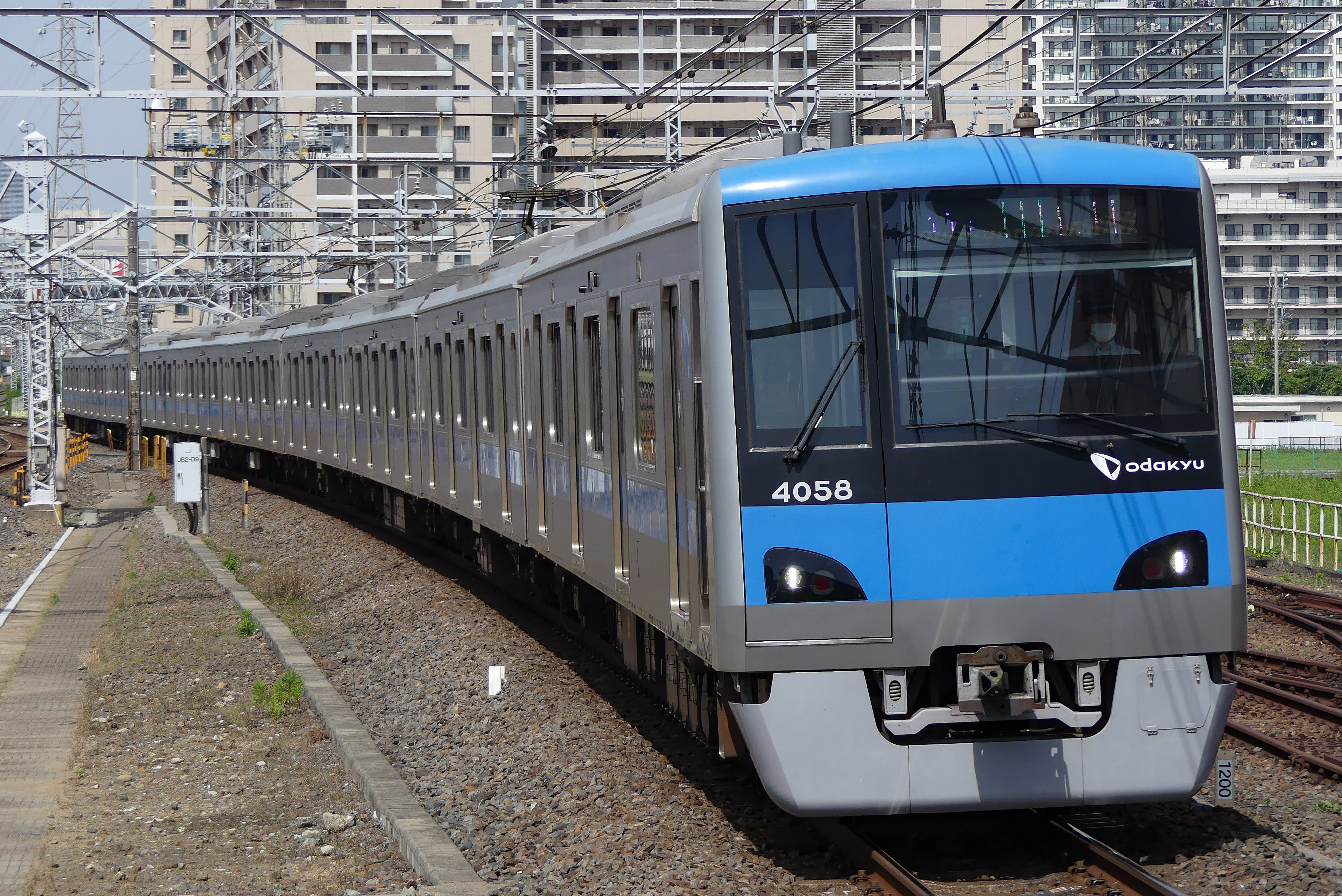
Odakyū série 4000

### Ancien
Cette liste n'est pas exhaustive.

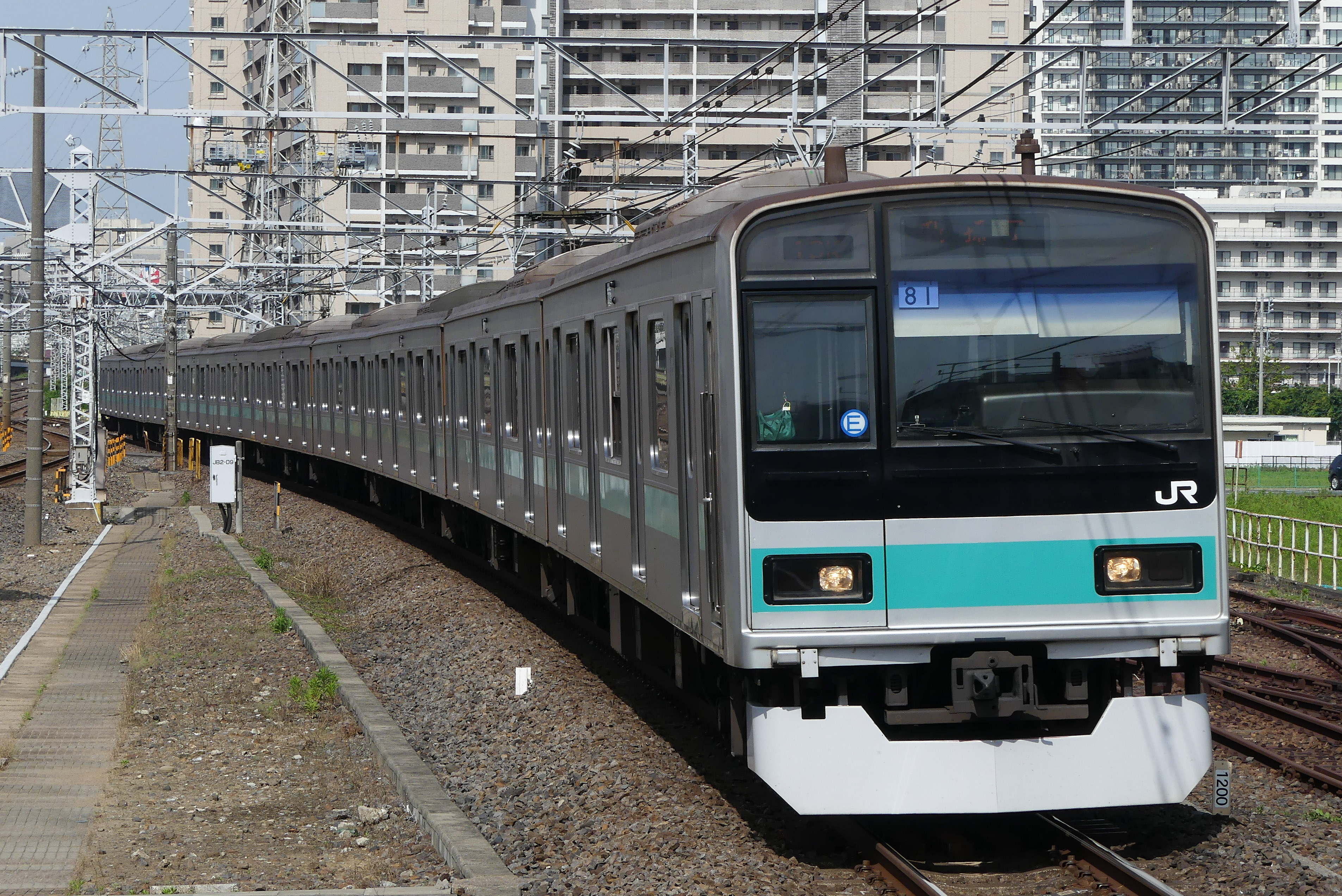
JR East série 209-1000
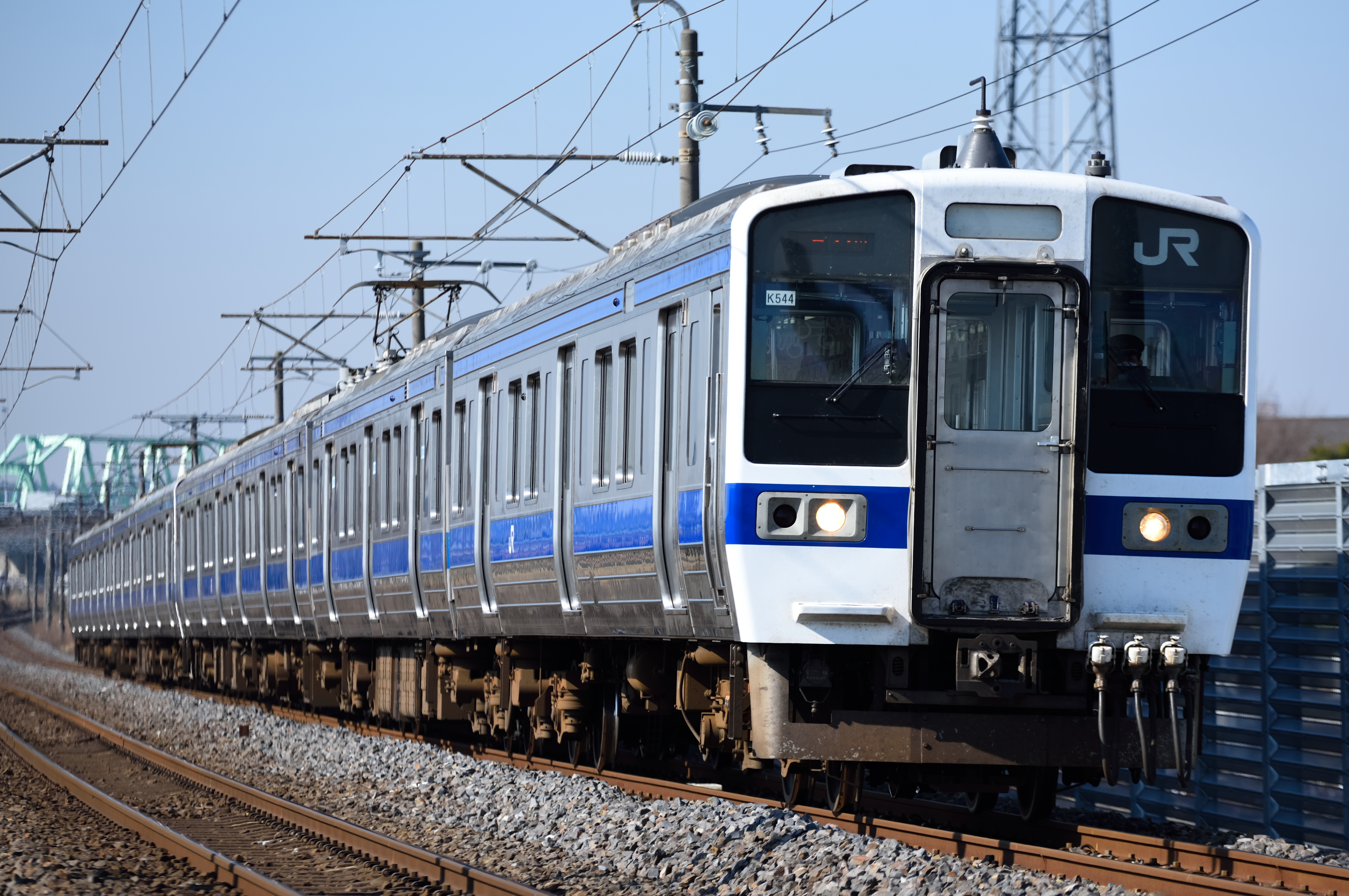
JNR série 415-1500
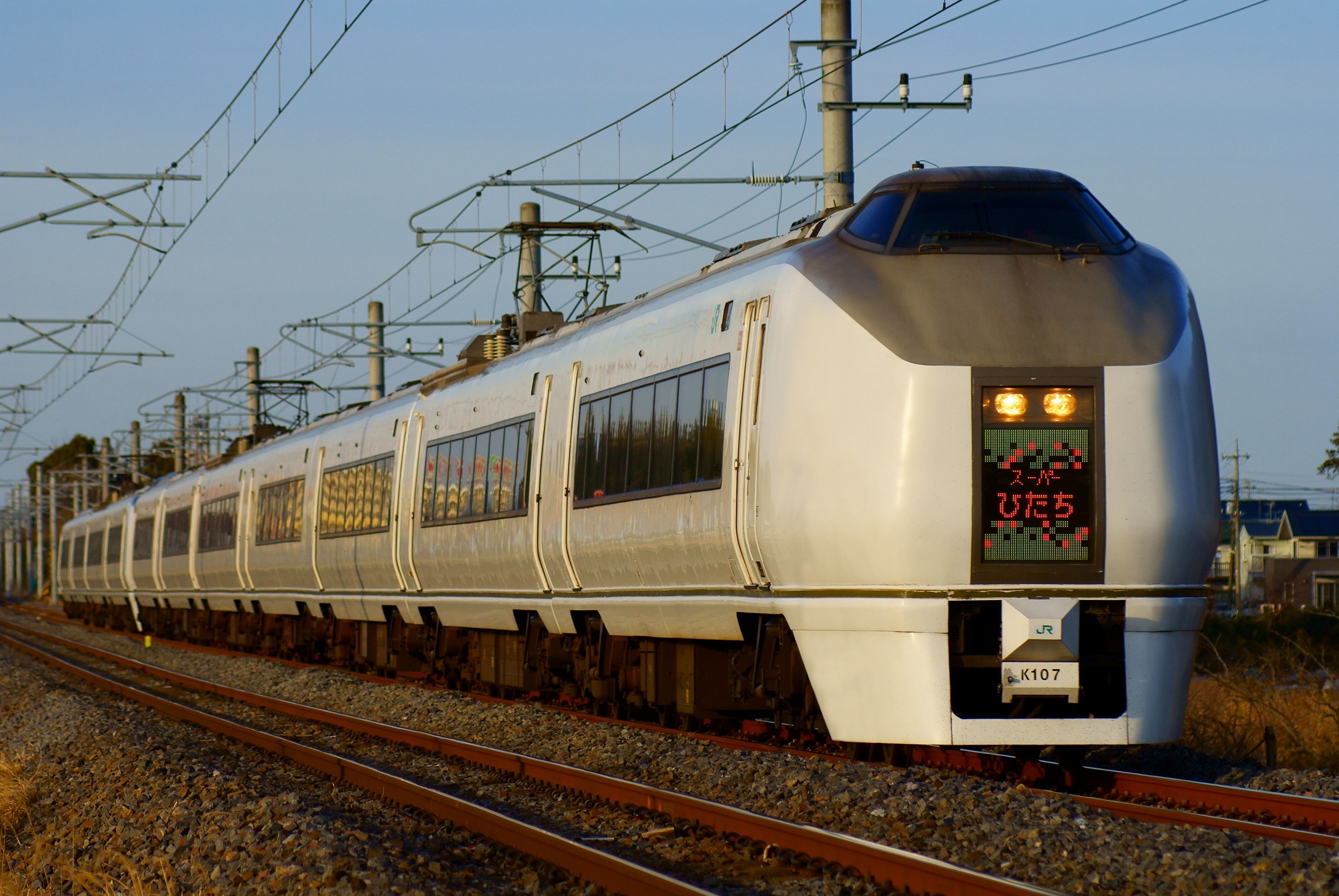
JR East série 651
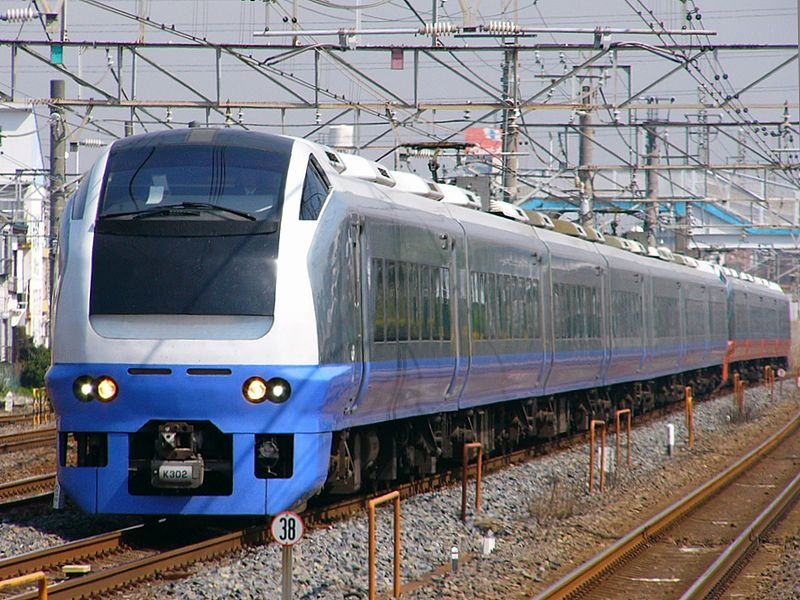
JR East série E653
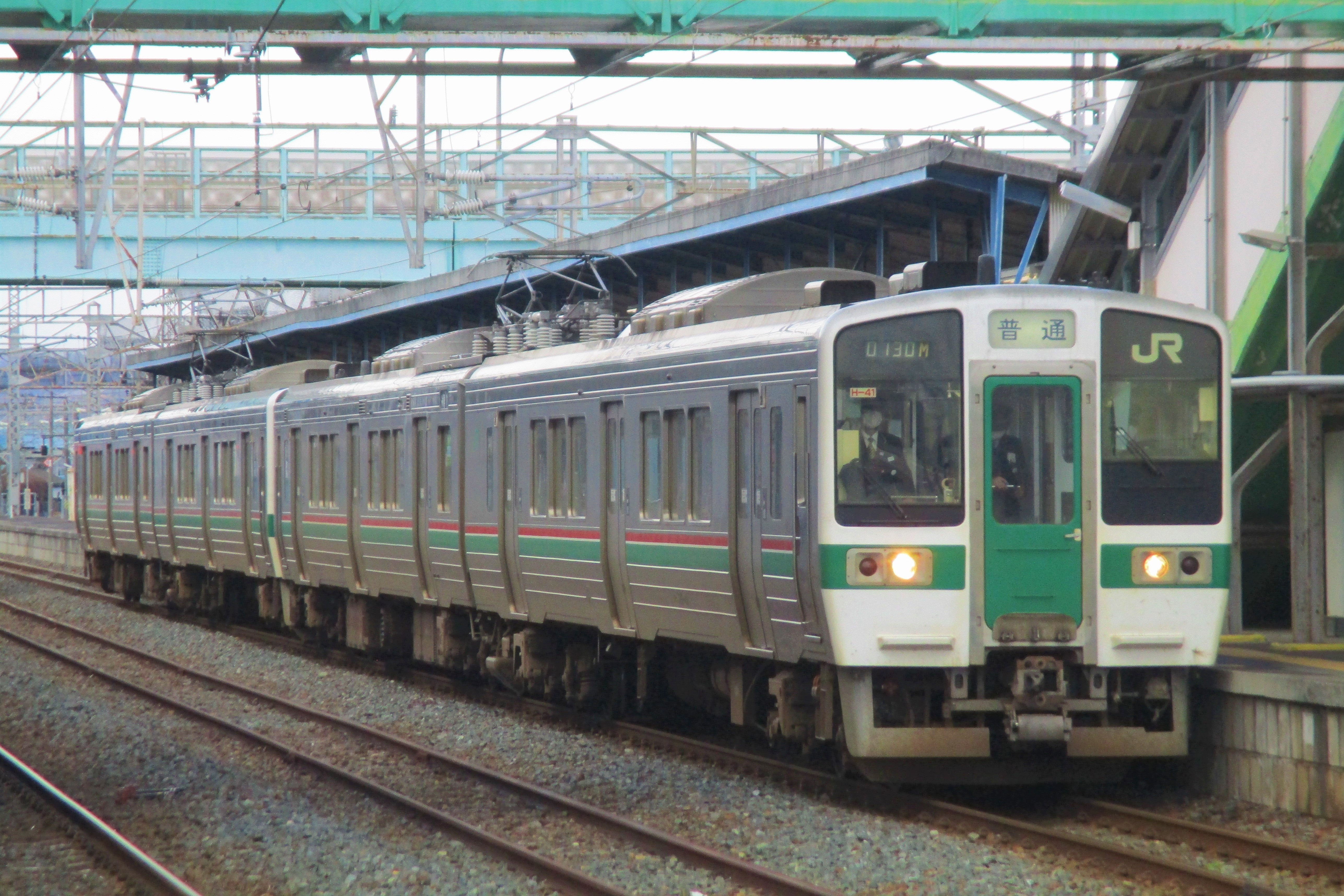
JR East série 719
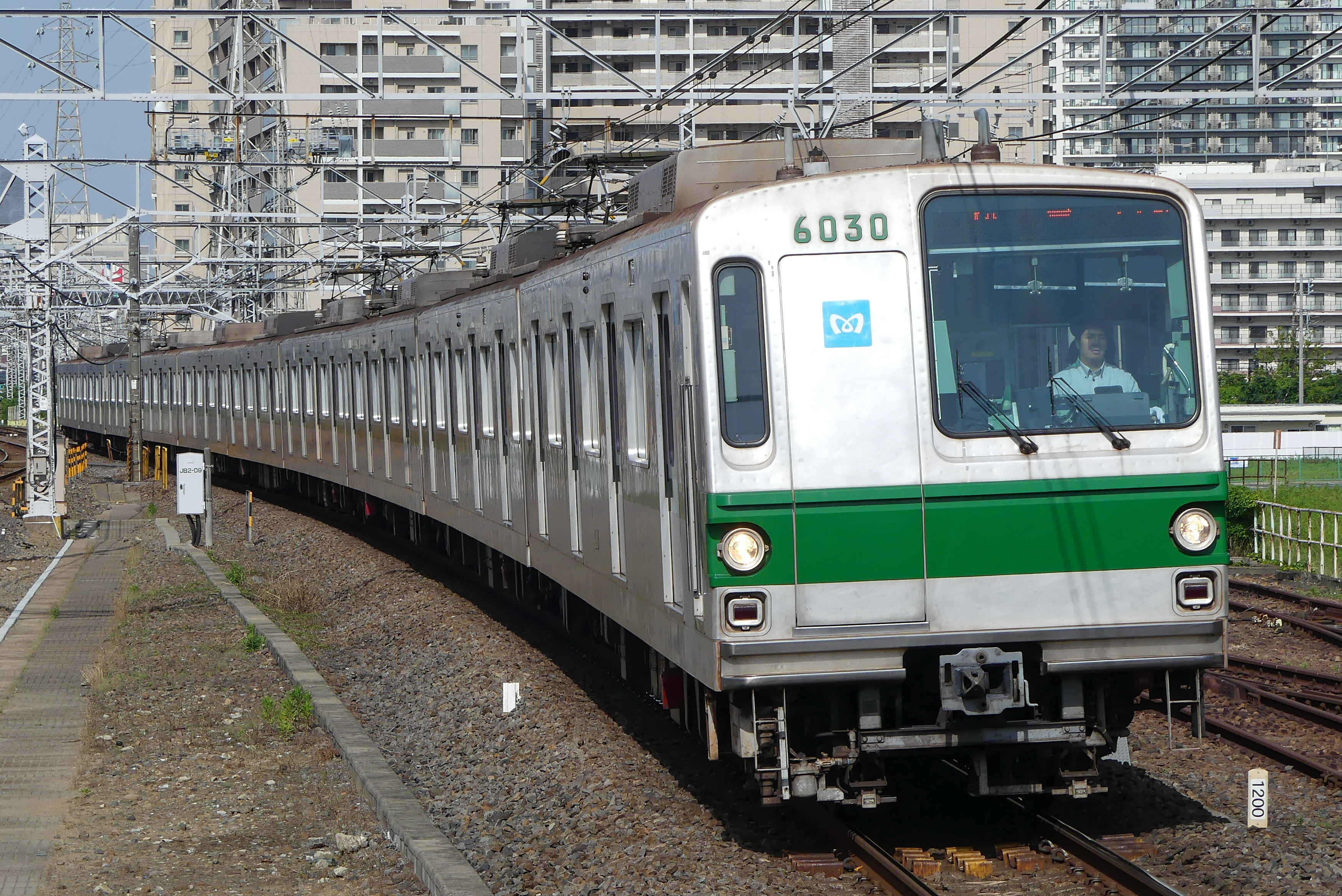
Tokyo Metro série 6000